# گورستان شمی
گورستان شمی مربوط به دوره اشکانیان است و دردهستان پيان از شهرستان ایذه، روستای شمی واقع شده و این اثر در تاریخ ۲۰ خرداد ۱۳۲۱ با شمارهٔ ثبت ۳۶۲ به‌عنوان یکی از آثار ملی ایران به ثبت رسیده است.